# 키시 테츠오 (성우)
키시 테츠오(일본어: 岸 哲生, 1969년 1월 22일 ~ )는 일본의 배우, 성우, 각본가이자 연출가이다. 도쿄도 출신이다.